# レイコフ (企業)
株式会社レイコフは、かつて大阪府に本社を置いていた不動産会社。ヘラクレス上場企業であったが、2008年3月20日に民事再生法を申請、6月に破産した。 純粋持株会社で、100%出資の子会社の経営管理業務を行っていた。
REICOFは由来は「Real Estate Investment Consulting Firm」の頭文字から。

## 沿革
- 2001年8月14日 - 設立。
- 2005年5月24日 - ヘラクレスに新規上場。
- 2005年8月26日 - 株式1株を5株に分割。
- 2008年3月20日 - 大阪地裁に民事再生手続きを申請[2]。
- 2008年4月21日 - 上場廃止。
- 2008年6月6日 - 大阪地裁に民事再生手続き取り下げを申請[1]。
- 2008年6月12日 - 大阪地裁が破産手続開始を決定。東京商工リサーチによるとグループ合計の負債総額は約289億780万円[1]。

## 営業所
- 大阪事務所 - 〒541-0048 大阪市中央区瓦町3丁目5番7号 NOF御堂筋ビル9F
- 東京事務所 - 〒100-0011 東京都千代田区内幸町1丁目1番7号 大和生命ビル22F

## 連結子会社
- 株式会社レイコフインベストメント - 2008年3月20日、民事再生法申請。2008年5月22日、民事再生開始決定。2009年6月24日、再生計画認可決定確定。2011年5月13日、民事再生手続終結決定。
- 株式会社ホスピタリティインベストメント - 2008年3月20日、民事再生法申請。2008年5月7日、民事再生法の申請を取り下げ破産を申請。
- 株式会社ホテルシステムズ - 2008年5月7日、破産を申請。
- 株式会社ホテル1-2-3 - 2008年5月7日、破産を申請。
- 株式会社ザ・ピース・インターナショナル - 2008年5月20日に大阪地裁から破産手続開始決定[1]。
- 株式会社レイコフアセットマネジメント - 2008年5月20日に大阪地裁から破産手続開始決定[1]。
- 株式会社不動産計画評価研究所 - 2008年5月26日に大阪地裁から破産手続開始決定[1]。
- 株式会社資産管理研究所 - 2008年5月26日に大阪地裁から破産手続開始決定[1]。
- 株式会社フロンティア建設工業 - 2008年5月30日に大阪地裁から破産手続開始決定[1]。
- 株式会社ゴルフリゾート - ホテルシステムズの子会社
- ロタ・リゾート有限会社 - レイコフインベストメントの子会社
- SNM CORPORATION - ロタ・リゾートの子会社
- ウエストランドプロパティーズ有限会社 - レイコフインベストメントの子会社